# RKWard
RKWard — интерфейс к языку программирования R. Разработчики RKWard старались совместить мощь R с простотой использования, подобному предоставляемому коммерческими статистическими пакетами (такими, как, например, SPSS).
Программа использует для работы библиотеки от среды KDE.
Авторы RKWard взяли курс на как можно более полную интеграцию функций R в графическую среду: присутствует браузер текущего окружения (environment), редактор данных. Есть менеджер пакетов, умеющий не только устанавливать их, но и следить за обновлениями; обеспечивается прозрачная интеграция со справочной системой. Кроме того, RKWard умеет «перехватывать» создание графических окон и добавлять к ним очень удобные функции типа сохранения содержимого в файл одного из стандартных форматов, поддерживаемых R (PDF, EPS, JPEG, PNG).
Интерфейс RKWard чрезвычайно гибок: пользователь может расширять его за счёт написания собственных модулей (все встроенные средства анализа, доступные сразу же после запуска из меню — это такие же модули, но только созданные авторами RKWard).